# Роберт Люксембургский
Ро́берт Люксембу́ргский, при́нц Бурбо́н-Па́рмский, принц Нассау (люкс. Robert vu Lëtzebuerg, Prënz vu Bourbon Vu Parma, Prënz Vu Nassau; род. 14 августа 1968, замок Фишбах, Люксембург) — принц Люксембургский, предприниматель, двоюродный брат герцога Анри.

## Биография

### Происхождение и образование
Роберт Люксембургский родился 14 августа 1968 года в семье принца Карла Люксембургского (1927—1977) и его супруги Джоан Диллон (род. 1935), дочери Кларенса Дугласа Диллона и его супруги Филлис Чесс Эллсвоурт. У Роберта есть старшая полнородная сестра, принцесса Шарлотта (род. 1967).
Получил образование в начальной школе в Бэлере, а затем учился в школе Уорт, католической школе, расположенной в Западном Сассексе (Великобритания). Получив среднее образование, Роберт поступил в Джорджтаунский университет, где изучал философию и психологию. Не окончив университет, отправился в путешествие, посетив Индию, Непал, Ближний Восток, Северную Африку, а также побывал в Центральной и Южной Америке.

### Карьера
В 1993 году принц Роберт вошёл в совет директоров «Domaine Clarence Dillon», французской винной компании, которая была основана его прадедом по материнской линии Кларенсом Диллоном.
В 2002 году Роберт стал генеральным директором этой компании, а в 2008 году сменил свою мать, которая ушла на пенсию, на посту президента «Domaine Clarence Dillon». В качестве президента компании принц Роберт расширил производство вина, приобретя два поместья в Сент-Эмильоне, которые были объединены под названием «Château Quintus».
В 2015 году принц Роберт курировал открытие ресторана «Le Clarence», расположенный в VIII округе Парижа. Ресторан имеет две звезды Мишлен.
В 2018 году он присоединился к Primum Familiae Vini, ассоциации семейных виноделен, в которой участвуют двенадцать семей.

## Семья
29 января 1994 года принц Роберт женился на Джулии Элизабет Хьюстон Онгаро (род. 9 июня 1966 года). У пары трое детей:
- Принцесса Шарлотта Кэтрин Жюстин Мари Нассау (род. 20 марта 1995); в январе 2025 года вышла замуж за Мансура Шакарчи (род. 1997).
- Принц Александр Теодор Шарль Мария Нассау (род. 18 апреля 1997);
- Принц Фредерик Анри Дуглас Мария Нассау (18 марта 2002 — 1 марта 2025), умер от врожденного митохондриального заболевания POLG. Заболевание было диагностировано у него, когда ему было 14 лет.[5][6].